# Old Brown Shoe
Old Brown Shoe è una canzone dei Beatles, composta da George Harrison. La canzone fu pubblicata come lato B del ventesimo singolo del gruppo inglese, che aveva come facciata A il brano di Lennon/McCartney The Ballad of John and Yoko.
È stata la seconda delle tre canzoni di George Harrison che sono state pubblicate su un singolo inglese dei Beatles. La prima era stata The Inner Light, facciata B di Lady Madonna, e la terza sarà Something, prima ed unica facciata A.

## Composizione
Il brano è una bizzarra canzone d'amore. George Harrison la compose lavorando inizialmente sulla sequenza degli accordi sul pianoforte, che non sapeva suonare; poi aggiunse il testo, pensando ai contrari. Old Brown Shoe ha quindi un testo molto simile ad Hello Goodbye di McCartney. Il testo, nel passaggio su un cantante con gli anelli, si riferisce a Ringo Starr. L'autore Massimo Paladino ha affermato che il significato nascosto di questa canzone sia il distaccamento dall'Io, tema poi affrontato su I Me Mine. Sempre Paladino ha interpretato la penultima strofa come un messaggio di rabbia verso McCartney, che non accettava Allen Klein come nuovo manager della band.

## Registrazione
Il gruppo eseguì varie volte il brano durante le Get Back sessions. La prima volta fu il 27 gennaio 1969, con due esecuzioni. Nella prima suonò solo Harrison, il quale cantava accompagnandosi con il pianoforte, mentre nella seconda venne interpretata dalla band al completo, con Billy Preston. Anche il 28 ed il 29 Old Brown Shoe venne provata, rispettivamente otto ed una volta. Tutte le esecuzioni sono state incluse in numerosi bootlegs sulle registrazioni di quello che portarono alla realizzazione dell'album Let It Be.
Due nastri di demo di Old Brown Shoe venne registrato il 25 febbraio dello stesso anno, giorno del ventiseiesimo compleanno di Harrison, anche se la band aveva già suonato la canzone. Nello stesso giorno vennero registrate anche le demonstration di Something ed All Things Must Pass.
I Beatles iniziarono a lavorare sulla canzone nella serata del 16 aprile, quando vennero incise quattro takes; nel mattino, era stato registrato un secondo demo del brano. Sulla prima pista del registratore ad otto, venne incisa la parte batteristica di Starr, la seconda e la terza la voce-guida e la chitarra solista di Harrison, sulla quarta il pianoforte, suonato da McCartney, sulla quinta i cori di Paul e John, sulla sesta vennero sovraincisi il basso e la chitarra elettrica, che eseguivano ambedue lo stesso riff e sull'ottava la voce di Harrison, registrata in un angolo dello studio per darle un tono "intimo", e la chitarra ritmica di Lennon. Il 18 dello stesso mese, quest'ultima performance venne eliminata, ed al suo posto venne messa una parte di organo Hammond; inoltre, venne aggiunta un'altra parte di chitarra solista.

## Pubblicazione
Oltre che come lato B del singolo The Ballad of John and Yoko, numero uno sia negli Stati Uniti d'America che in Gran Bretagna, Old Brown Shoe è stata pubblicata in numerose compilation. Infatti, la canzone è stata inclusa sulla raccolta americana Hey Jude e nelle raccolte 1967-1970 e Past Masters Vol.2. Inoltre, il demo del 25 febbraio è stato incluso nell'Anthology 3 del 1996; nel libretto, si dice che dei tre nastri realizzati quel giorno, quello di Old Brown Shoe è il più complesso: infatti, contiene delle sovraincisioni di chitarra.

## Formazione
- George Harrison — voce, chitarre elettriche, organo Hammond
- Paul McCartney — cori, basso elettrico, pianoforte
- Ringo Starr — batteria
- John Lennon — cori[1][2][4]

John Lennon aveva originariamente suonato una parte di chitarra nel brano, ma questa fu eliminata nella fase di mixaggio. A McCartney talvolta è stata accreditata anche una parte di chitarra.